# Stay (canción de Hurts)
«Stay» es un sencillo del dúo Hurts de su álbum debut Happiness. Fue lanzado el 15 de noviembre como tercer sencillo.

## Crítica
STAR Magazine dio la canción 5 estrellas de 5 y declaró: "No estamos muy seguros de cómo la música tan sombrío puede llegar a ser tan magnífico. Pero es romántico, con buena melodía y es una hermosa balada pop. Impresionante!".

## Lista de canciones

### CD sencillo
- "Stay" – 3:55
- "Confide in Me" – 3:38

### Vinilo 7 "
- "Stay" – 3:55
- "Stay" (Groove Armada Remix) – 7:29

### EP digital
- "Stay" – 3:55
- "Stay" (Groove Armada Remix) – 7:29
- "Stay" (Full Intention Club Mix) – 6:10

### Reino Unido single digital
- "Stay" (Temper Trap Remix) – 4:25

### Alemán single digital
- "Stay" (Oliver Koletzki Remix) – 5:05

## Posicionamiento
| Gráficos (2010)            | Posición máxima |
| -------------------------- | --------------- |
| Bélgica (Ultratip Flandes) | 16              |
| Uk Single Charts           | 50              |